# Mweli
Mweli (ou Mwele Camp, Mueli Camp, Mueli) est un village du Cameroun situé dans le département de la Meme et la Région du Sud-Ouest. Il fait partie de la commune de Mbonge.

## Population
En 1953 on y a dénombré 96 personnes, puis 68 en 1968, principalement des Bamboko.
Lors du recensement national de 2005, la localité comptait 498 habitants.